# Claudia Gatzka
Claudia Christiane Gatzka (* 5. Februar 1985 in Leipzig) ist eine deutsche Historikerin und Autorin.

## Leben
Claudia Gatzka studierte ab 2004 Neuere und Neueste Geschichte, Mediävistik, Politikwissenschaft und Europäische Ethnologie an der Humboldt-Universität zu Berlin, der Freien Universität Berlin und der Universität Bologna. 2011 wurde ihr an der Humboldt-Universität zu Berlin der akademische Grad Magistra Artium mit Auszeichnung verliehen. Anschließend war sie bis 2015 als wissenschaftliche Mitarbeiterin am Lehrstuhl für Europäische Geschichte des 20. Jahrhunderts der Humboldt-Universität zu Berlin tätig, wo sie 2016 mit einer Dissertation zum Thema „Demokratie als lokale Praxis. Bürger, Politik und urbane Wahlkampfkultur in Italien und der Bundesrepublik 1945–1976“ bei Thomas Mergel mit summa cum laude zur Dr. phil. promoviert wurde. Christiane Liermann attestierte der Dissertation Gatzkas in einer Rezension in der FAZ hohen Erkenntnisgewinn. Wie in Deutschland und Italien die parlamentarische Demokratie als „Idee und Praxis“ ankäme, habe Gatzka mit besonderem Interesse am konkreten Erleben in einer reizvollen Verbindung aus Mikroanalyse und Nationalhistorie vermittelt.
Seit 2015 ist Gatzka als wissenschaftliche Mitarbeiterin, seit 2020 als Akademische Rätin an der Professur von Jörn Leonhard für Neuere und Neueste Geschichte beim Historischen Seminar der Albert-Ludwigs-Universität Freiburg tätig. Seit 2020 ist sie Visiting Fellow am Berliner Think Tank Progressives Zentrum. Seit 2020 leitet sie das Forschungsprojekt „Verborgene Stimmen der Demokratie. Politische Repräsentationen des 'Volkes‘ in der Bundesrepublik, 1945–2000“. Seit 2022 schreibt sie die Geschichtskolumne im Merkur und fungiert als Mitherausgeberin des Archivs für Sozialgeschichte.

## Werk
Gatzka forscht zu Themen politischer Repräsentation, Partizipation und Kommunikation im 20. Jahrhundert und zur Geschichte des deutschen und britischen Auslandstourismus im 19. und 20. Jahrhundert.
In der aktuellen Diskussion um Themen und Ansätze der Demokratiegeschichte plädiert Gatzka für eine Präzisierung des Demokratiebegriffs, den sie für die Massendemokratien seit 1918 reserviert. Sie versteht das Demokratische in der Moderne als eine historische Herausforderung für Flächenstaaten, ihrem Staatsvolk nicht nur Wahlrecht zu gewähren, sondern den Zugang zur staatlichen Exekutive egalitär zu organisieren und mithin die Idee der Selbstregierung des Demos in die Tat umzusetzen. Gatzka erforscht die Probleme, die sich aus der Spannung zwischen demokratischem Selbstbewusstsein und funktionalen Notwendigkeiten staatlichen und politischen Handelns ergaben. Ein besonderes Augenmerk gilt dabei den Grenzen der Partizipation und den Chancen der Repräsentation in der parlamentarischen Demokratie.

## Auszeichnungen
- November 2017: „Tiburtius-Preis – Preis der Berliner Hochschulen“ (1. Preis)[7]

## Publikationen (Auswahl)
- mit Hedwig Richter, Benjamin Schröder: Wahlen in der transatlantischen Moderne (= Comparativ. Zeitschrift für Globalgeschichte und vergleichende Gesellschaftsforschung). Leipziger Universitätsverlag, Leipzig 2013, ISBN 978-3-86583-778-3.
- Die Demokratie der Wähler. Stadtgesellschaft und politische Kommunikation in Italien und der Bundesrepublik 1944–1979. Droste Verlag, Düsseldorf 2019, ISBN 978-3-7700-5344-5.
- Demokratie und Diktatur : Geschichte und Gegenwart einer Grenzziehung. HIS Hamburger Edition, Hamburg 2025, ISBN 978-3-86854-384-1.

### Herausgeberschaften
- mit Andreas Audretsch: Schleichend an die Macht. Dietz Verlag, Bonn 2020, ISBN 978-3-8012-0582-9.
- mit Knud Andresen: Rechtsextremismus nach 1945. Dietz Verlag, Bonn 2023, ISBN 978-3-8012-4295-4.
- Migration in der Moderne. Dietz Verlag, Bonn 2024, ISBN 978-3-8012-4300-5.
- mit Ulrich Mählert und Dominik Rigoll: Jahrbuch für Historische Kommunismusforschung 2025. Metropol-Verlag, Berlin 2025, ISBN 978-3-86331-792-8.